# Bertelsmann Online
Pour les articles homonymes, voir BOL.
Bertelsmann Online (BOL) fut un des premiers importants sites de librairie en France et Europe, bien avant l'arrivée de la FNAC ou d'Amazon.fr. En France il a été lancé début février 1999, en association entre les groupes Bertelsmann et Havas, devenu ensuite Vivendi Universal Publishing. Il a cessé ses activités le 31 juillet 2001.
Le site allemand (bol.de) a été vendu en 2002 à la société buch.de deuxième libraire en ligne en Allemagne, derrière Amazon.
Le site a été ensuite renommé Thalia.de.